# 蒙特萨诺
蒙特萨诺（英語：Montesano），是美国华盛顿州格雷斯港县下属的一座城市。根据2000年美国人口普查，该市有人口3,312人。根据2010年美国人口普查，该市有人口3,976人。而2011年估计该市有3,962人。